# Bestie Mensch
Bestie Mensch (Originaltitel: La Bête Humaine) ist ein französischer Kriminalfilm von Jean Renoir aus dem Jahr 1938. Er basiert auf dem Roman von Émile Zola aus dem Jahr 1890, der in deutscher Sprache unter dem Titel Die Bestie im Menschen erschienen ist.

## Handlung
Lantier arbeitet als Lokführer. Er wird von psychischen Problemen gequält. Als er seine Cousine Flore küsst, verspürt er plötzlich den inneren Zwang, sie zu töten. Im letzten Moment kommt er wieder zur Besinnung.
Die Ehe von Roubaud, Bahnhofsvorsteher von Le Havre, und seiner Frau Séverine ist nicht glücklich. Roubaud ist eifersüchtig, seine Frau Séverine wurde früher von ihrem Onkel Grandmorin sexuell missbraucht. Grandmorin ist Präsident der Eisenbahngesellschaft und wird von Séverine um Hilfe gebeten, als sich ein Fahrgast über Roubaud beschwert.
Wegen des „Verhältnisses“ von Séverine mit Grandmorin kommt es zum Streit zwischen ihr und ihrem Mann. Roubaud plant den Mord an Grandmorin und zwingt Séverine, dabei zu sein, als er Grandmorin während einer Zugfahrt ersticht. Als sie von dessen Abteil in ein anderes gehen, werden sie von Lantier, der als Fahrgast ebenfalls im Zug ist, bemerkt.
Lantier findet selbst Gefallen an Séverine und schweigt deshalb bei den polizeilichen Ermittlungen. Dies führt dazu, dass ein Unschuldiger namens Cabuche verhaftet wird. Lantier und Séverine beginnen ein Verhältnis. Séverine versucht Lantier dazu zu bewegen, Roubaud umzubringen, was dieser auch beinahe tut. 
Séverine trennt sich dann von Lantier. Einige Zeit später treffen sich beide auf einem Ball wieder und Séverine will ihn erneut zum Mord an Roubaud überreden. Lantier erkennt, dass es keine Zukunft für ihn in einer Beziehung mit Séverine gibt, und er bringt sie bei einem erneuten Anfall um. Tags darauf springt er bei der Arbeit aus dem Zug. Sein Kollege und Freund Pecqueux zieht die Notbremse, kann Lantier aber nur noch tot vorfinden.

## Hintergründe
Gedreht wurde in Frankreich, die Drehorte lagen im Département Seine-Maritime in der Region Haute-Normandie (jeweils Außenaufnahmen) und im Gare Saint-Lazare – 13 Rue d'Amsterdam, 8. Arrondissement, Paris. Die Studioaufnahmen kamen aus den Studios Pathé-Cinéma in Joinville-le-Pont im Département Val-de-Marne. Zum Einsatz kam die Schnellzugslokomotive ÉTAT 231.509 der Französischen Staatsbahn.

„La Bête Humaine bestärkte mich in meiner Meinung zum poetischen Realismus. Die Stahlmasse der Lokomotive wurde in meiner Vorstellung zum fliegenden Teppich der orientalischen Märchen. Für die auf der Lokomotive spielenden Szenen habe ich nur eine einzige Rückprojektion zu verwenden gebraucht. Und zwar in der Einstellung, in der Gabin sich umbringt, indem er sich, während der Zug in voller Fahrt dahinsaust, vom Tender stürzt.“

„Gabin und Carette wären vor einer Rückpro niemals so echt gewesen, und wenn auch nur wegen des Lärms, der sie zwang, sich einander durch Gesten verständlich zu machen.“

„Insgesamt hat Renoir die Geschichte fachgerecht nach den Regeln des Kinos dramatisiert und vereinfacht, und das Ergebnis ist besser als der Roman.“

## Deutsche Version
Die erste deutsche Synchronisation stammt aus dem Jahr 1949. Für das ZDF wurde 1971 eine neue Version mit Hansjörg Felmy, Niels Clausnitzer und Rose-Marie Kirstein erstellt. Die deutsche Fernseh-Erstausstrahlung war am 25. Oktober 1971 um 21 Uhr im ZDF.

## Kritik
„Renoir ist bei der Verfilmung von Zolas naturalistisch-sozialkritischem Roman eigene künstlerische Wege gegangen, indem er die menschliche Tragödie in psychologisch motivierte Impressionen zerlegte, wobei ihm die faszinierende Kameraführung, der meisterhafte Schnitt und überragende Schauspieler zur Seite standen.“

„Renoirs Film ist derart detailliert in seinen Charakterstudien, dass der Zuschauer bald mehr über die Figuren zu wissen scheint, als diese selbst – bis es schier unerträglich wird, den Charakteren bei ihrer systematischen Selbstzerstörung zuzusehen... Ein unangenehmer, gleichzeitig jedoch auch ein sehr faszinierender Film, der einen gefangen nimmt, weil all das Geschehen, all die Figuren durch und durch realistisch erscheinen – nicht zuletzt aufgrund der großartigen darstellerischen Leistungen Gabins und Simons.“

„Jean Gabin wartet mit einer schauspielerischen Glanzleistung auf; die Szenen auf der Lokomotive gehören zu den eindrucksvollsten Passagen des Films, den eine glänzende Ensembleleistung und Curt Courants hervorragende Kameraführung zu einem prallen Drama voller faszinierender Alltagsbeobachtungen machen.“

## Weitere Verfilmungen
Weitere Verfilmungen der gleichen Vorlage sind:
- Die Bestie im Menschen, deutscher Stummfilm aus dem Jahr 1920 von Ludwig Wolff
- Human Desire, Verfilmung aus dem Jahr 1954 mit Glenn Ford, Regie Fritz Lang
- La Bestia humana, argentinischer Film von 1954 von Daniel Tinayre
- Cruel Train, britischer Fernsehfilm aus dem Jahr 1995 von Malcolm McKay